# Милостов
Милостов (укр. Милостів) — село в Дядьковичской сельской общине Ровненского района Ровненской области Украины.
Население по переписи 2001 года составляло 296 человек. Почтовый индекс — 35361. Телефонный код — 362. Код КОАТУУ — 5624684102.